# Amsterdam-Nord
Amsterdam-Nord (en néerlandais : Amsterdam-Noord) est l'un des huit stadsdelen (arrondissements) d'Amsterdam. Il existe sous sa forme actuelle depuis 1981, ce qui en fait le plus ancien des arrondissements amstellodamois, Zuidoost et Westpoort étant établis respectivement en 1987 et 1990.
Au 1er janvier 2020, la population totale de l'arrondissement s'élève à 99 238 habitants. Amsterdam-Nord couvre une superficie de 49,01 km2, ce qui en fait le deuxième arrondissement le moins dense de la commune après Westpoort avec 2 186 habitants par km². Il est également le plus rural, comprenant les villages de Zunderdorp, Ransdorp, Schellingwoude, Holysloot et Durgerdam, ainsi que le hameau de 't Nopeind et la Vuurtoreneiland.

## Géographie

### Localisation

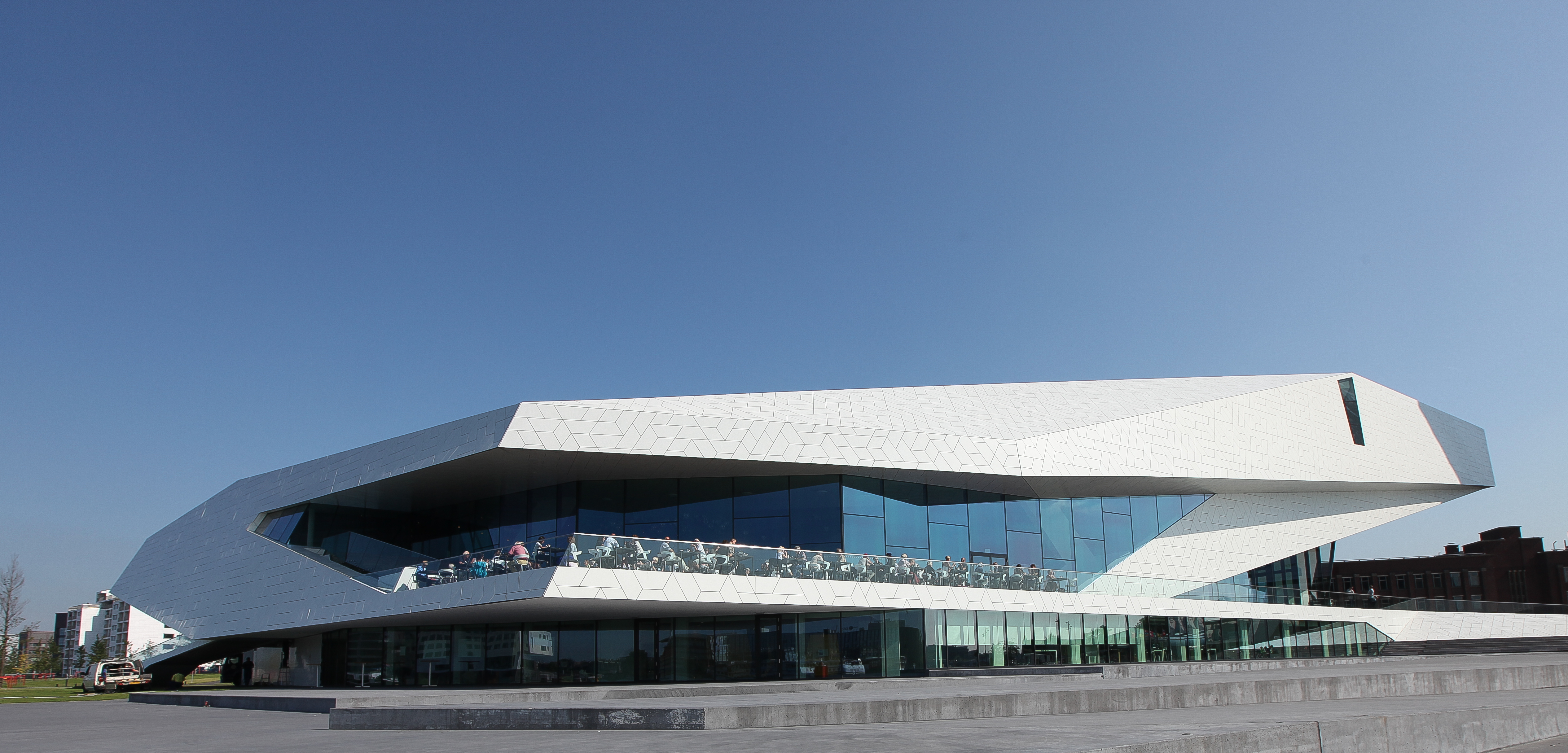
Le EYE Film Instituut Nederland, sur la rive nord de l'IJ.

Avec une superficie de 49,01 km2, l'arrondissement est le plus vaste de la commune. En termes de localisation, Amsterdam-Nord est bordé à l'est par le Markermeer et se trouve sur la rive nord de l'IJ. Il n'est donc pas en contact direct avec les autres arrondissements. Des liaisons gratuites en ferry, ainsi que des connexions routières avec des tunnels, assurent en revanche les liens avec les autres parties de la ville. La Noord/Zuidlijn (ligne 52) du métro d'Amsterdam, qui dessert l'arrondissement avec deux stations — dont le terminus nord — depuis 2018, permet toutefois d'améliorer les déplacements.

### Urbanisme
Amsterdam-Nord dispose d'un urbanisme contrasté, avec au sud-ouest les zones du nord du port d'Amsterdam et ses entrepôts industriels, en son centre plusieurs quartiers résidentiels et le terrain à festivals de NDSM-werf, puis au nord-est des paysages ruraux avec des villages tels que Ransdorp, Durgerdam, Holysloot et Zunderdorp.

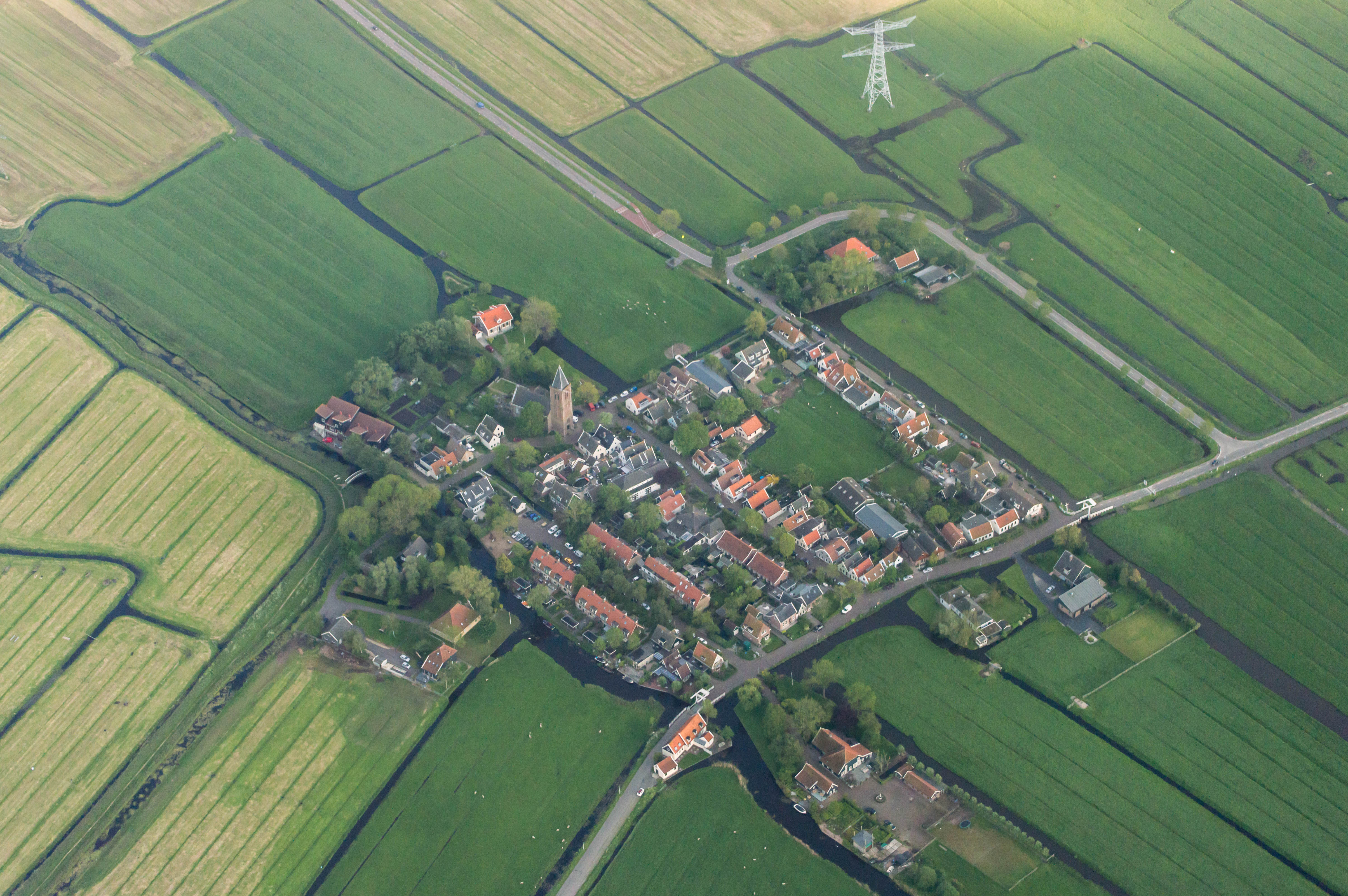
Zunderdorp.
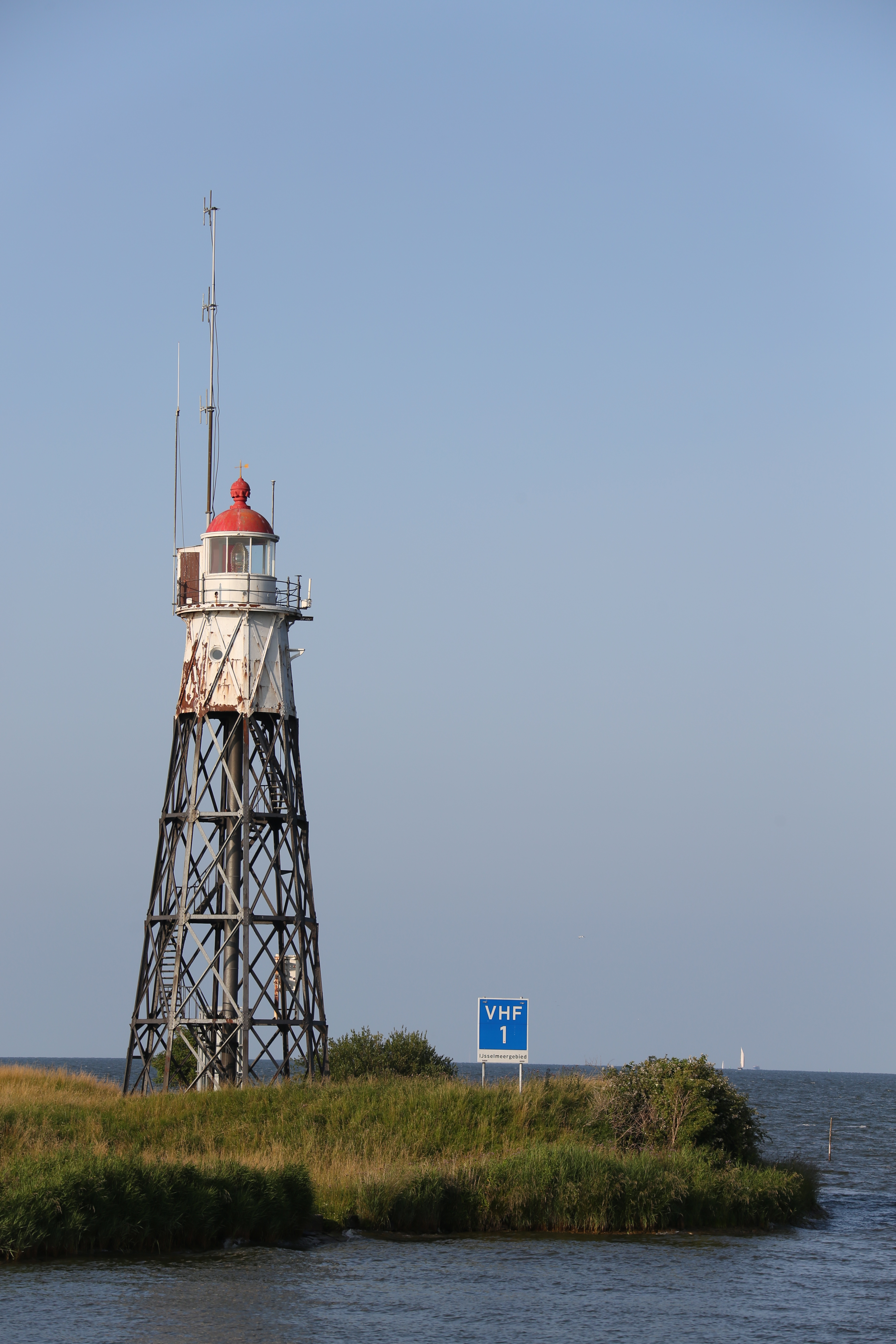
Phare de Hoek van 't IJ.
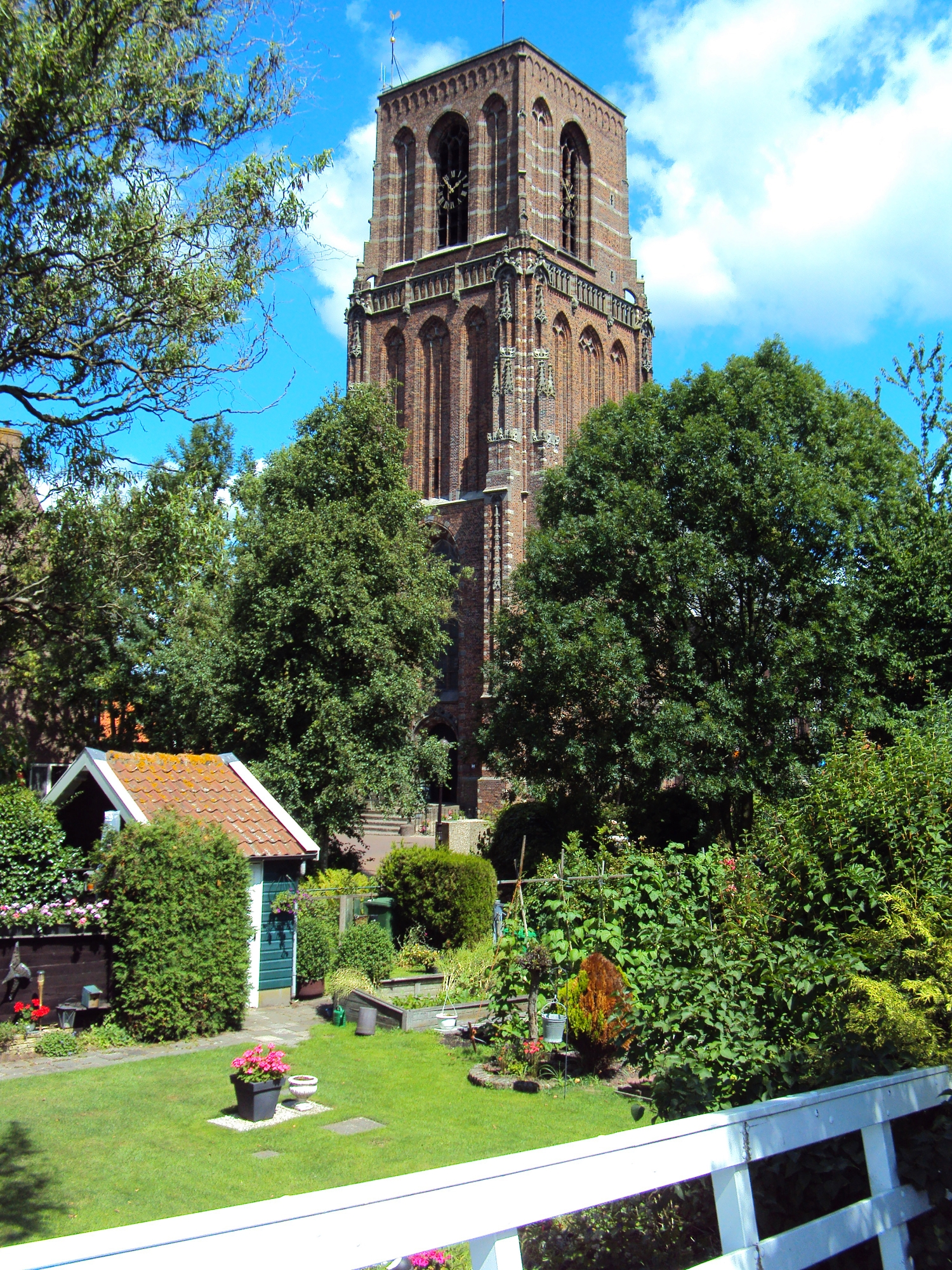
Ransdorp.
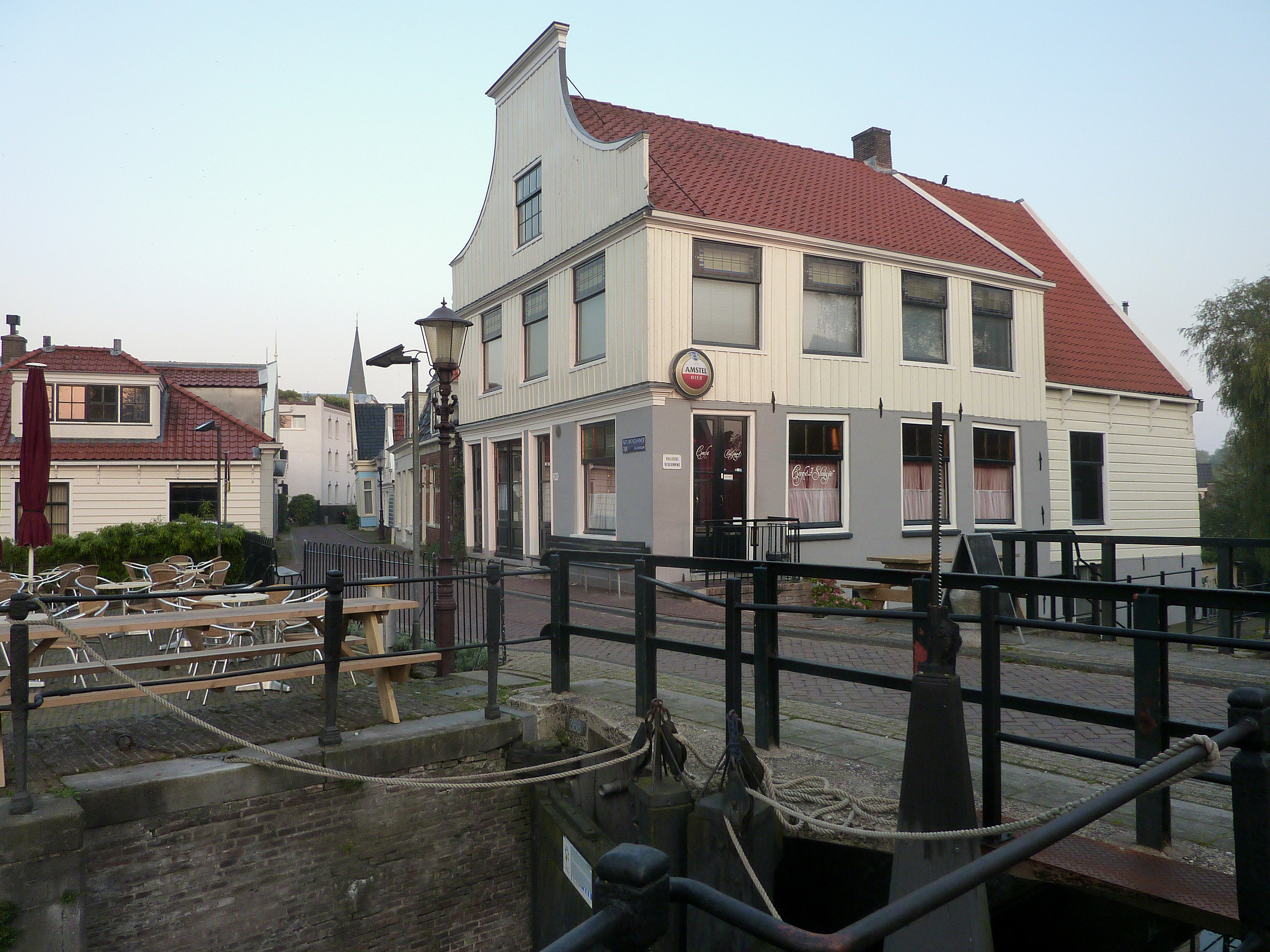
Nieuwendam.

## Personnalités
Les personnalités suivantes sont liées à l'arrondissement :
- Oussama Ahammoud, acteur, y est né ;
- Appa, rappeur, y est né ;
- Jayh, rappeur, y est né ;
- Achmed Ahahaoui, footballeur, y est né.